# ボーマン膜

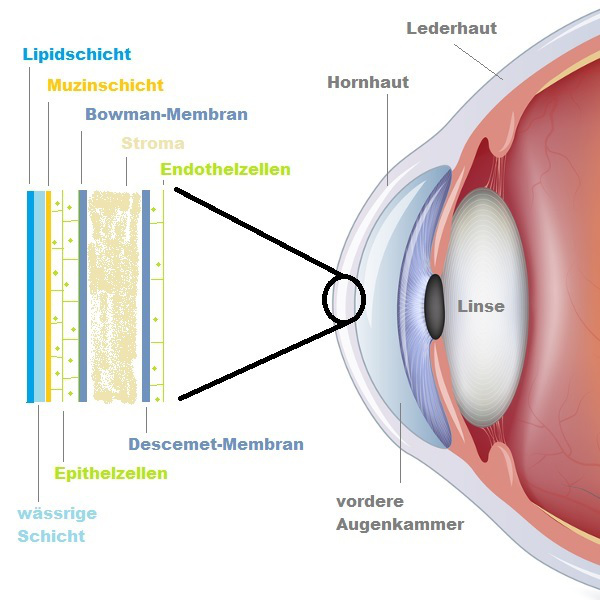
ボーマン膜（Bowman-Membran）

ボーマン膜（ボーマンまく）とは、眼球の前面を覆う角膜を構成する膜。外境界膜。

## 概要
角膜の上皮と固有層（実質）の間にある、コラーゲンで構成された約10μmの薄い膜である。再生力は無く、一旦取り除くと生涯再生しない。医学的には、何の働きもしない、あるいは角膜実質を保護するためだけの存在であり、取り除いても視覚に影響は無いとされている。近視矯正手術において、このボーマン膜を除去する術式が存在する。
イヌ科やクマには存在しない。

## 由来
19世紀にウィリアム・ボーマン (w:William Bowman) が発見し、その名が冠された。